# Pedro Pidal
Pedro José Pidal y Bernaldo de Quirós (Somió, 2 de noviembre de 1870-Gijón, 17 de noviembre de 1941), i marqués de Villaviciosa de Asturias, fue un político, jurista, periodista, escritor, cazador, y deportista español. Diputado y senador, impulsó la creación del Parque Nacional de la Montaña de Covadonga, y fue el primer alpinista que escaló el Naranjo de Bulnes, en compañía de Gregorio Pérez el Cainejo. 

## Biografía
Nació en el seno de una noble familia asturiana. Fue hijo de Alejandro Pidal y Mon, presidente del Congreso de los Diputados, embajador ante la Santa Sede, director de la Real Academia Española y numerario también de la de Ciencias Morales y Políticas, caballero del Toisón de Oro, y de Ignacia Bernaldo de Quirós y González de Cienfuegos, hija a su vez de los marqueses de Campo Sagrado. Nieto de Pedro Pidal Carniado, I marqués de Pidal, varias veces ministro de la Corona, director de la Real Academia de la Historia y también académico de la Lengua, caballero del Toisón de Oro, natural de Villaviciosa, y de Manuela de Mon y Menéndez, dama de la Orden de María Luisa, que fue hermana de Alejandro Mon y Menéndez, presidente del Consejo de Ministros, académico de la Española, embajador en París, en Viena y ante la Santa Sede. Fue sobrino del político Luis Pidal y Mon y primo del jurista Juan Menéndez Pidal, del pintor Luis Menéndez Pidal, del filólogo Ramón Menéndez Pidal y de la santa de la Iglesia católica Maravillas de Jesús.
Estudió el bachillerato en Madrid y, tras licenciarse en Derecho por la Universidad Central en 1891, comenzó a dedicarse a la política, siendo elegido en 1896 diputado a Cortes por Belmonte de Miranda y en las elecciones de 1907 por Luarca. En 1914 se convirtió en senador vitalicio Como parlamentario se interesó mucho por los asuntos medioambientales. Intervino en las proposiciones de la nueva Ley sobre Parques Naturales. Una vez aprobada esta ley se fundó el Parque Nacional de la Montaña de Covadonga, el primero de España, seguido poco después por el de Ordesa. Debido a su trabajo en este materia se le nombró Comisario General de Parques Nacionales.

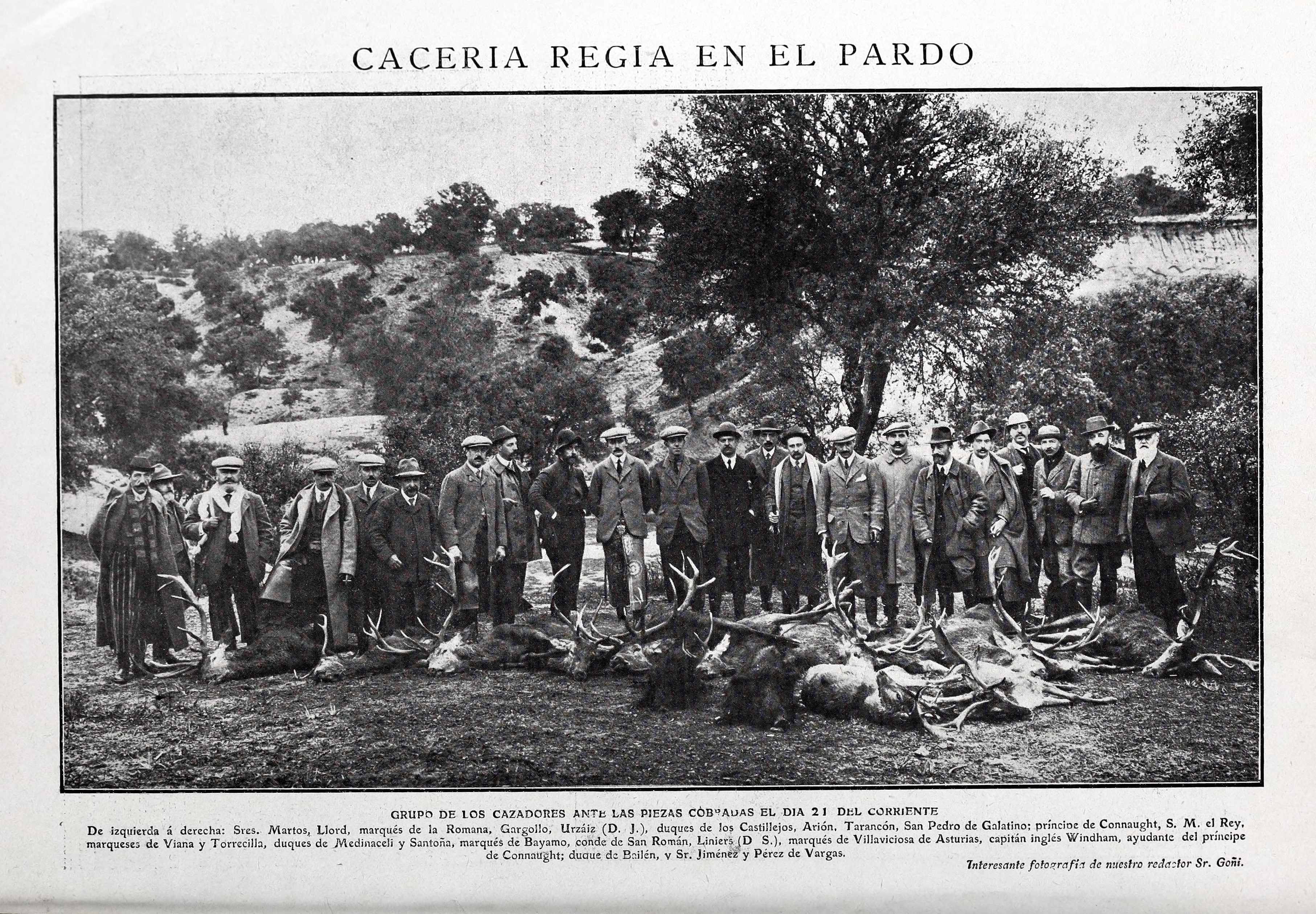
El marqués de Villaviciosa de Asturias, cuarto por la derecha, posando con unas piezas de caza junto a Alfonso XIII y otros cazadores en enero de 1908 en El Pardo; fotografía de Goñi.

En el terreno deportivo, fue un excelente tirador con arco y con armas de fuego, y famoso cazador de osos. En 1900 participó en París en el Gran Premio de tiro de pichón del Centenario, quedando segundo tras el australiano MacKintosh. Pero sobre todo destacó como montañero. El 5 de agosto de 1904 escaló el Naranjo de Bulnes junto con Gregorio Pérez el Cainejo, siendo los dos primeros alpinistas que lo consiguieron. Fue miembro del primer Comité Olímpico Español, fundado en 1905 bajo la presidencia del marqués de Cabriñana.
Sus restos mortales descansan por deseo suyo en el Mirador de Ordiales, en los Picos de Europa, adonde fueron trasladados por numerosos montañeros el 18 de septiembre de 1949.
El epitafio de su tumba está tomado del prólogo que escribió para el libro de Julián Delgado Úbeda El Parque Nacional de la Montaña de Covadonga:

Enamorado del Parque Nacional de la Montaña de Covadonga, en él desearíamos vivir, morir y reposar eternamente, pero, esto último, en Ordiales, en el reino encantado de los rebecos y las águilas, allí donde conocí la felicidad de los Cielos y de la Tierra, allí donde pasé horas de admiración, emoción, ensueño y transporte inolvidables, allí donde adoré a Dios en sus obras como Supremo Artífice, allí donde la Naturaleza se me apareció verdaderamente como un templo.

El texto del prólogo continúa con la siguiente frase, que no ha sido grabada en la roca:

Debajo de esos húmedos helechos, que reciben el agua de los Picos, y arrimada a esa roca enmohecida por los vientos fríos, dejaré que mis huesos se deshagan a través de los siglos